# Scorpaena uncinata
Scorpaena uncinata är en fiskart som beskrevs av De Buen, 1961. Scorpaena uncinata ingår i släktet Scorpaena och familjen Scorpaenidae. Inga underarter finns listade i Catalogue of Life.